# بيكر مايفيلد
بيكر ريغان مايفيلد (من مواليد 14 أبريل 1995) هو لاعب كرة قدم أمريكي محترف يشغل مركز الظهير الربعي في صفوف تامبا باي بوكانيرز ضمن الرابطة الوطنية لكرة القدم. لعب في دوري الجامعات مع فريقي تكساس تك ريد رايدرز وأوكلاهوما سونرز، حيث فاز بـ جائزة هايزمان عام 2017، ليصبح أول لاعب من فئة "ووك-أون" (أي لم يحصل على منحة رياضية عند انضمامه للفريق) يحقق هذه الجائزة. اختير مايفيلد كأول اختيار في درافت الرابطة الوطنية لكرة القدم لعام 2018 من قبل كلفلاند براونز.
في موسمه الأول، سجّل بيكر مايفيلد رقمًا قياسيًا جديدًا في عدد التمريرات الحاسمة التي يسجلها لاعب مبتدئ، كما أنهى سلسلة من 19 مباراة دون فوز لفريق براونز في أول ظهور له. أما أفضل موسم له مع الفريق فكان في عام 2020، حيث قادهم إلى أول ظهور في الأدوار الإقصائية منذ عام 2002، وأول فوز لهم في هذه الأدوار منذ عام 1994. ولكن، بسبب تراجع أدائه ونشوب خلافات مع إدارة الفريق، نُقل مايفيلد إلى فريق آخر في عام 2022، حيث أمضى الموسم مع كارولاينا بانثرز ولوس أنجيليس رامز.
انضم مايفيلد إلى بوكانيرز قبيل موسم 2023، وقاد الفريق لتحقيق لقب القسم في موسمين متتاليين، إضافة إلى فوز في الأدوار الإقصائية، كما حصل على اختيار برو بول (مباراة النجوم) وسجّل أعلى أرقامه الشخصية في موسمين متتابعين. مايفيلد هو حاليًا صاحب أعلى تصنيف تمرير في تاريخ البلاي أوف.

## النشأة
وُلد بيكر ريغان مايفيلد في 14 أبريل 1995 في أوستن بولاية تكساس، لوالديه جيمس وجينا مايفيلد، وكان الابن الأصغر بين ولدين. كان والده جيمس يعمل مستشارًا في مجال الأسهم الخاصة، لكنه واجه صعوبات مالية خلال السنة الأخيرة من المرحلة الثانوية لابنه الأصغر، ما أجبر العائلة على بيع منزلهم والانتقال للعيش في منازل مستأجرة.
حصل مايفيلد على اسمه الفريد "بيكر" بناءً على اقتراح والدته، بشرط من والده أن يُسمى أيضًا تيمّنًا بالرئيس الأمريكي الأربعين رونالد ريغان، وهو ما أصبح اسمه الأوسط.
نشأ مايفيلد مشجعًا لفريق جامعة أوكلاهوما، وحضر عددًا من مبارياتهم خلال طفولته. أما والده، فقد لعب كرة القدم لمدة ثلاث سنوات مع جامعة هيوستن، لكنه لم يحصل على رسالة التميز.
كان مايفيلد لاعب الوسط الأساسي لفريق مدرسة ليك ترافيس الثانوية لكرة القدم في أوستن، وقاد الفريق لتحقيق سجل بلغ 25 فوزًا مقابل هزيمتين خلال موسمين، وفاز ببطولة الولاية لفئة 4A عام 2011. أنهى مسيرته في المدرسة الثانوية بمجموع 6,255 ياردة تمرير، و67 هدفًا (تاتشداون)، و8 اعتراضات.
تلقى عروضًا بمنح دراسية من جامعات ولاية واشنطن، ورايس، ونيو مكسيكو، وفلوريدا أتلانتيك. وصرّح مايفيلد قائلًا: "كان بإمكاني الذهاب بسهولة إلى مكان مثل فلوريدا أتلانتيك، لكن والدي دفعني لأن أُدرك أن حلمي هو أن ألعب في مكان كبير." فاختار الالتحاق بجامعة تكساس التقنية كلاعب غير حاصل على منحة دراسية.

## المسيرة الجامعية

### تكساس التقنية

#### موسم 2013
قبل وقت قصير من بداية موسم 2013، سُمّي بيكر مايفيلد كقائد أساسي للفريق بعد إصابة لاعب الوسط الأساسي المتوقع ولاعب ليك ترافيس السابق، ميخائيل بروير. أصبح مايفيلد أول لاعب وسط مستجد غير حاصل على منحة دراسية يبدأ مباراة افتتاحية لموسم في دوري القسم الأول من الرابطة الوطنية لرياضة الجامعات.
في أول مباراة له ضد ساوثرن ميثوديست، مرر مايفيلد 413 ياردة وأحرز أربعة أهداف. عدد تمريراته الناجحة البالغ 43 من أصل 60 محاولة حطم الرقم القياسي في المدرسة الذي كان يحمله بيلي جو توليفر، وكان أقل بأربع تمريرات ناجحة فقط من الرقم القياسي الوطني للاعب مستجد في مباراة واحدة، الذي يحمله لوك ماكاون. وبفضل أدائه، حاز مايفيلد على لقب "أفضل لاعب هجومي في مؤتمر بيغ 12" للأسبوع – ليصبح أول لاعب وسط مستجد في تكساس التقنية ينال هذا اللقب منذ المدرب السابق للفريق كليف كينغزبيري عام 1999. وقد جمعت المباراة بين أربعة لاعبين سابقين من ليك ترافيس: غاريت غيلبرت، ميخائيل بروير، كولين لاغاسي، ومايفيلد.
بعد فوز الفريق الثاني على ستيفن إف. أوستن، تجاوز مايفيلد بالفعل في ذلك الوقت 780 ياردة وسبعة أهداف، وهو ما تخطى حصيلة اللاعب السابق آرون كيسي، الذي سجل 755 ياردة وستة أهداف خلال 10 مباريات. وبعد أن تعرّض لإصابة في الركبة وخسر المركز الأساسي لصالح اللاعب المستجد ديفيس ويب، أنهى مايفيلد موسمه الأول بـ2,315 ياردة من خلال 218 تمريرة ناجحة من أصل 340، مع 12 هدفًا و9 اعتراضات.
وفي نوفمبر، اختير مايفيلد ضمن 10 مرشحين نهائيين لكأس بورلسورث، التي تُمنح لأفضل لاعب في القسم الأول من الرابطة الوطنية بدأ مسيرته الجامعية كلاعب غير حاصل على منحة.
كما نال جائزة "أفضل لاعب هجومي مستجد في مؤتمر بيغ 12" لموسم 2013. لاحقًا، أعلن مايفيلد أنه سيغادر الفريق بسبب ما وصفه بـ"سوء تواصل" مع الجهاز الفني.

### أوكلاهوما

#### موسم 2014
بعد تجربته مع تكساس التقنية، انتقل مايفيلد إلى جامعة أوكلاهوما في يناير 2014، دون أن يتواصل مع الجهاز الفني للفريق قبل الانتقال. ووضح لاحقًا في مقابلة مع إي إس بي إن أنه قرر الانتقال بسبب مشاكل تتعلق بالمنحة الدراسية، وشعوره بأنه استحق أن يكون اللاعب الأساسي، وأن المنافسة على المركز لم تكن "عادلة حقًا". وقد نفى مدرب تكساس التقنية، كليف كينغزبيري، وجود مشاكل متعلقة بالمنحة.
وفي فبراير 2014، أكد مدرب أوكلاهوما، بوب ستوبس، أن مايفيلد سينضم إلى الفريق كلاعب غير حاصل على منحة. لم يكن مؤهلاً للعب حتى موسم 2015، وخسر موسمًا كاملًا من الأهلية بسبب قواعد الانتقال الخاصة بمؤتمر بيغ 12، بعد أن رُفض استئنافه.

#### موسم 2015
في 24 أغسطس 2015، عُيّن مايفيلد كلاعب الوسط الأساسي لفريق أوكلاهوما بعد أن فاز في المنافسة المفتوحة ضد تريفور ونايت. وفي 6 سبتمبر، بدأ أولى مبارياته ضد أكرون، حيث مرر 388 ياردة وأحرز ثلاثة أهداف من خلال 23 تمريرة ناجحة في مباراة انتهت بنتيجة 41–3.
في المباراة الثانية من الموسم، واجه مايفيلد فريق جامعة تينيسي في ملعب نيلاند. كان فريق أوكلاهوما حينها في المركز الـ19، بينما كان تينيسي في المركز الـ23. بدأ مايفيلد المباراة بشكل ضعيف، ولم يصل إلى منتصف الملعب حتى الدقيقة 13 من الربع الرابع. إلا أن الفريق عاد من تأخر بفارق 17 نقطة ليحقق فوزًا بنتيجة 31–24 بعد شوطين إضافيين. مرر مايفيلد 187 ياردة وأحرز ثلاثة أهداف، لكنه تعرض لاعتراضين في بداية المباراة.
في المباراة الثالثة، ضد تلسا، قدم مايفيلد أفضل أداء له حتى ذلك الوقت، إذ مرر 487 ياردة وأحرز أربعة أهداف، بينها 316 ياردة في الشوط الأول وحده، كما ركض 85 ياردة وسجل هدفين، لتنتهي المباراة بفوز 52–38.
أنهى مايفيلد الموسم بـ3,700 ياردة تمرير، و36 هدفًا، و7 اعتراضات، مما جعله في المركز الرابع في التصويت على جائزة هايزمان. وساهم في قيادة فريق أوكلاهوما إلى كأس أورانج 2015، والتي كانت بمثابة نصف نهائي تصفيات كرة القدم الجامعية. إلا أن الفريق خسر أمام فريق كليمسون بنتيجة 37–17.

#### موسم 2016
استهل مايفيلد موسم 2016 بتمريره 323 ياردة وتسجيله هدفين عبر التمرير في خسارة فريقه بنتيجة 33–23 أمام المصنف رقم 15 هيوستن.
وفي مباراة الديربي ضد تكساس يوم 8 أكتوبر، مرر 390 ياردة وسجل ثلاثة أهداف، مقابل اعتراضين، في فوز فريقه بنتيجة 45–40.
وفي 22 أكتوبر، خلال الفوز المثير بنتيجة 66–59 على تكساس التقنية، حقق مايفيلد 545 ياردة تمرير وسبعة أهداف، في مواجهة تاريخية أمام لاعب الوسط المستقبلي في دوري كرة القدم الأمريكية باتريك ماهومز. وقد سجل ماهومز 734 ياردة تمرير وخمسة أهداف، في مباراة حطّمت العديد من الأرقام القياسية الفردية في التمرير.
وخلال المباريات الخمس الأخيرة من الموسم الاعتيادي، حقق مايفيلد 1,321 ياردة تمرير، و15 هدفًا تمريريًا، وثلاث اعتراضات، بالإضافة إلى ثلاثة أهداف عبر الجري، وقد فاز فريقه بجميع تلك المباريات.
في ديسمبر 2016، أُعلن أن مايفيلد وزميله وهدافه الرئيسي في التمريرات ديدي ويستبروك سيكونان من بين المرشحين النهائيين للفوز بجائزة هايزمان 2016. كما أُعلن أنهما سيشاركان في شوغر بول 2017. أنهى مايفيلد التصويت في المركز الثالث في سباق جائزة هايزمان.
في شوغر بول 2017، ساعد مايفيلد فريق أوكلاهوما على الفوز بنتيجة 35–19 على أوبورن. أنهى المباراة بـ19 تمريرة ناجحة من أصل 28 محاولة، محققًا 296 ياردة تمرير وهدفين، ونال جائزة أفضل لاعب في المباراة.

#### موسم 2017
في 9 سبتمبر 2017، وبعد الفوز على فريق ولاية أوهايو في كولومبوس، غرس مايفيلد علم فريق أوكلاهوما سونرز في منتصف حرف "O" المرسوم على ملعب أوهايو، ما أثار موجة من الانتقادات العامة. وقد قدّم مايفيلد اعتذارًا رسميًا لاحقًا عن تصرفه.

في 4 نوفمبر 2017، حقق مايفيلد رقمًا قياسيًا للمدرسة بتمريره 598 ياردة في مباراة ضد الغريم المحلي فريق ولاية أوكلاهوما. أنهى اللقاء بـ24 تمريرة ناجحة من أصل 36، مسجلًا خمسة أهداف تمريرية وهدفًا عبر الجري، وفاز فريق أوكلاهوما بنتيجة 62–52. أنهى مايفيلد مسيرته في سلسلة بيدلام بسجل 3–0 كصانع لعب أساسي لأوكلاهوما.

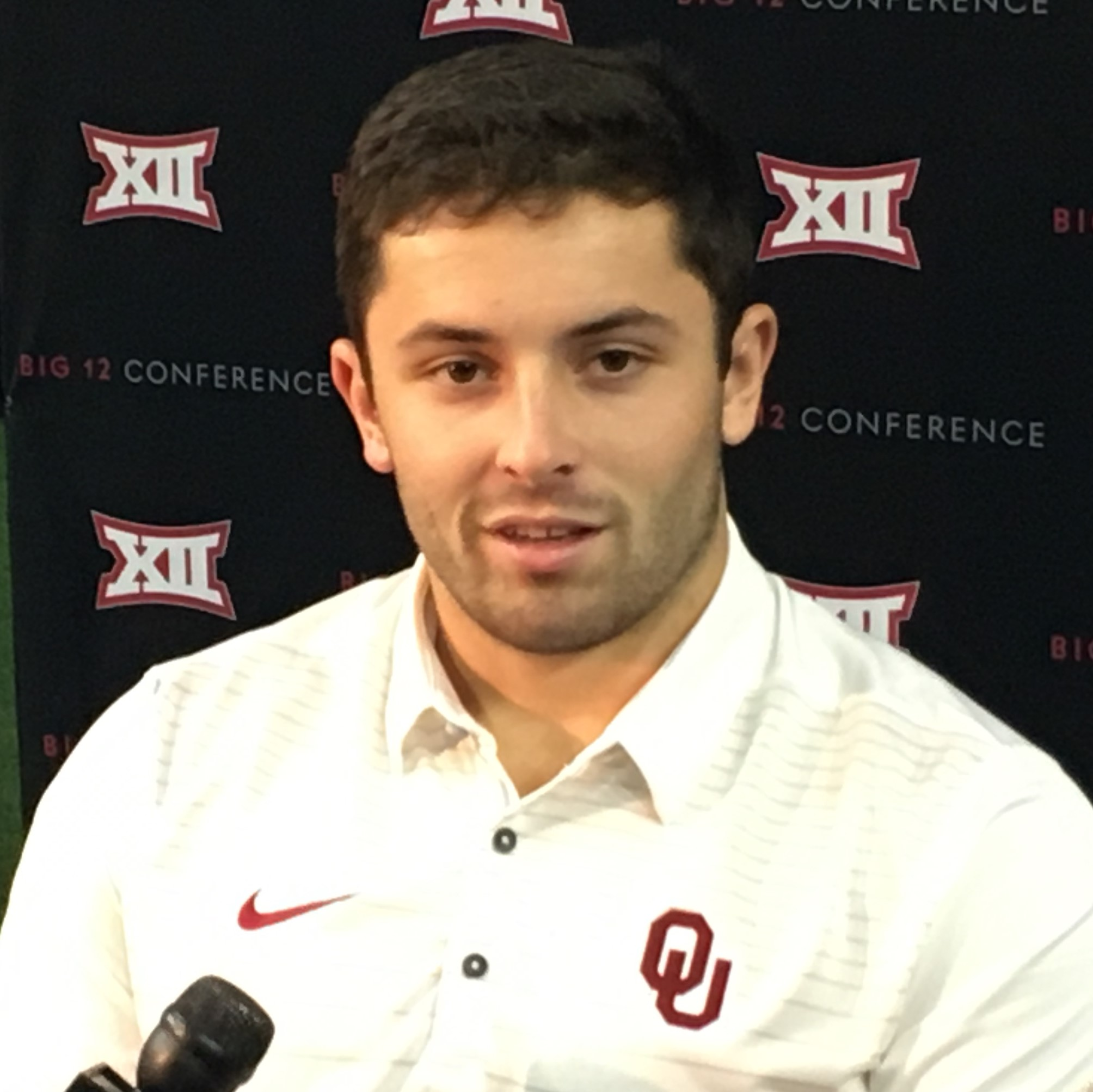
مايفيلد في 2017

في نوفمبر 2017، تعرض مايفيلد لانتقادات جديدة بعد حادثة وقعت خلال مباراة ضد فريق كانساس. فبعد أن رفض لاعبو كانساس مصافحته قبل بداية المباراة، وتعرضه لضربة متعمدة من أحد مدافعي الفريق، ظهر مايفيلد وهو يمسك عورته ووجه شتيمة لمدرب كانساس على الخط الجانبي، كما وجّه حديثه للجمهور قائلاً: "اذهبوا شجعوا فريق السلة!" وبعد الحادثة، قدم مايفيلد اعتذارًا علنيًا آخر.
وبعد أيام من فوز أوكلاهوما الساحق بنتيجة 41–3 على كانساس، أعلن مدرب فريق السونرز، لينكولن رايلي، أن مايفيلد لن يشارك كلاعب أساسي أو كقائد للفريق في المباراة المقبلة ضد فريق وست فرجينيا بسبب تصرفاته.
في 2 ديسمبر 2017، ومع عودة مباراة بطولة بيغ 12 بعد توقف دام ست سنوات، قاد مايفيلد فريقه أوكلاهوما للفوز بالبطولة للمرة الثالثة على التوالي، بعدما هزموا تي سي يو هورند فروغز بنتيجة 41–17. نال مايفيلد جائزة أفضل لاعب في المباراة، وضمنت أوكلاهوما تأهلها إلى الأدوار الإقصائية للمرة الثانية خلال ثلاث سنوات. وبعد شهر، خسر فريق السونرز أمام جورجيا بولدوغز بنتيجة 54–48 في روز بول 2018، والتي كانت بمثابة نصف النهائي الوطني للبطولة.
في 9 ديسمبر 2017، فاز مايفيلد بجائزة كأس هايزمان لعام 2017 بأغلبية ساحقة. حصل على 732 صوتًا للمركز الأول، بإجمالي 2,398 نقطة. ويمثل هذا 86% من النقاط الممكنة، وهو ثالث أعلى نسبة في تاريخ جائزة هايزمان. كما أصبح مايفيلد أول لاعب في التاريخ ينتقل إلى الفريق دون منحة دراسية ويفوز بالجائزة.

### قانون بيكر مايفيلد
عندما انتقل مايفيلد من تكساس التقنية إلى أوكلاهوما بعد سنته الدراسية الأولى، قدّم التماسًا إلى الرابطة الوطنية لرياضة الجامعات للسماح له باللعب مباشرةً، باعتباره لم يكن لاعبًا بمنحة دراسية في تكساس التقنية، بل منضمًا بشكل تطوعي (walk-on)، وبالتالي فإن قواعد الانتقال الخاصة باللاعبين الحاصلين على منح دراسية لا ينبغي أن تنطبق عليه. لكن الرابطة رفضت التماسه لأنه لم يستوفِ المعايير المطلوبة. كما أن قواعد مؤتمر بيغ 12 تنص على أن الانتقالات داخل المؤتمر تؤدي إلى خسارة سنة إضافية من الأهلية، بجانب سنة الإيقاف المفروضة من الرابطة.
حاول مايفيلد استئناف قرار فقدانه سنة الأهلية لدى ممثلي الشؤون الرياضية في كليات بيغ 12، لكن تم رفضه في سبتمبر 2014. طلب مسؤولو أوكلاهوما من نظرائهم في تكساس التقنية الموافقة على منح مايفيلد الأهلية المباشرة للعب، لكن تكساس التقنية اعترضت ورفضت الطلب، قبل أن توافق لاحقًا على إطلاق سراحه في يوليو 2014.
ونتيجة لذلك، اضطر مايفيلد للغياب عن موسم 2014، وخسر سنة من أهليته، وفقًا للقواعد المعمول بها.
في 1 يونيو 2016، صوّت ممثلو الشؤون الرياضية في كليات بيغ 12 ضد اقتراح قانون كان سيسمح للاعبين المتطوعين بالانتقال بين فرق المؤتمر دون خسارة سنة من الأهلية. لكن في اليوم التالي، تم تعديل الاقتراح ليشمل السماح لهؤلاء اللاعبين – الذين لم يتلقوا عروضًا مكتوبة بمنح دراسية – بالانتقال داخل المؤتمر دون فقدان موسم من الأهلية. وقد أُقر التعديل بتصويت 7–3، مما جعل مايفيلد مؤهلاً للعب مع أوكلاهوما حتى نهاية موسم 2017. وقد صوّتت تكساس التقنية نفسها لصالح التعديل.

### الإحصاءات الجامعية
| الموسم                        | المباريات                | المباريات                | المباريات                | التمرير                  | التمرير                  | التمرير                  | التمرير                  | التمرير                  | التمرير                  | التمرير                  | التمرير                  | الجري                    | الجري                    | الجري                    | الجري                    | الجري |
| الموسم                        | عدد المباريات            | كأساسي                   | السجل                    | التمريرات المكتملة       | المحاولات                | النسبة المئوية           | الياردات                 | المتوسط                  | التمريرات الحاسمة        | الاعتراضات               | التقييم                  | المحاولات                | الياردات                 | المتوسط                  | الأهداف                  |       |
| تكساس التقنية ريد رايدرز      | تكساس التقنية ريد رايدرز | تكساس التقنية ريد رايدرز | تكساس التقنية ريد رايدرز | تكساس التقنية ريد رايدرز | تكساس التقنية ريد رايدرز | تكساس التقنية ريد رايدرز | تكساس التقنية ريد رايدرز | تكساس التقنية ريد رايدرز | تكساس التقنية ريد رايدرز | تكساس التقنية ريد رايدرز | تكساس التقنية ريد رايدرز | تكساس التقنية ريد رايدرز | تكساس التقنية ريد رايدرز | تكساس التقنية ريد رايدرز | تكساس التقنية ريد رايدرز |       |
| ----------------------------- | ------------------------ | ------------------------ | ------------------------ | ------------------------ | ------------------------ | ------------------------ | ------------------------ | ------------------------ | ------------------------ | ------------------------ | ------------------------ | ------------------------ | ------------------------ | ------------------------ | ------------------------ | ----- |
| فريق تكساس التقنية لكرة القدم | 8                        | 7                        | 5–2                      | 218                      | 340                      | 64.1                     | 2,315                    | 6.8                      | 12                       | 9                        | 127.7                    | 88                       | 190                      | 2.2                      | 3                        |       |
| أوكلاهوما سونرز               |                          |                          |                          |                          |                          |                          |                          |                          |                          |                          |                          |                          |                          |                          |                          |       |
| فريق أوكلاهوما لكرة القدم     | غير مؤهل للعب            | غير مؤهل للعب            | غير مؤهل للعب            | غير مؤهل للعب            | غير مؤهل للعب            | غير مؤهل للعب            | غير مؤهل للعب            | غير مؤهل للعب            | غير مؤهل للعب            | غير مؤهل للعب            | غير مؤهل للعب            | غير مؤهل للعب            | غير مؤهل للعب            | غير مؤهل للعب            | غير مؤهل للعب            |       |
| فريق أوكلاهوما لكرة القدم     | 13                       | 13                       | 11–2                     | 269                      | 395                      | 68.1                     | 3,700                    | 9.4                      | 36                       | 7                        | 173.3                    | 141                      | 405                      | 2.9                      | 7                        |       |
| فريق أوكلاهوما لكرة القدم     | 13                       | 13                       | 11–2                     | 254                      | 358                      | 70.9                     | 3,965                    | 11.1                     | 40                       | 8                        | 196.4                    | 78                       | 177                      | 2.3                      | 6                        |       |
| فريق أوكلاهوما لكرة القدم     | 14                       | 13                       | 11–2                     | 285                      | 404                      | 70.5                     | 4,627                    | 11.5                     | 43                       | 6                        | 198.9                    | 97                       | 311                      | 3.2                      | 5                        |       |
| المجموع الكلي                 | 48                       | 46                       | 38–8                     | 1,026                    | 1,497                    | 68.5                     | 14,607                   | 9.8                      | 131                      | 30                       | 175.4                    | 404                      | 1,083                    | 2.7                      | 21                       |       |

## المسيرة الاحترافية

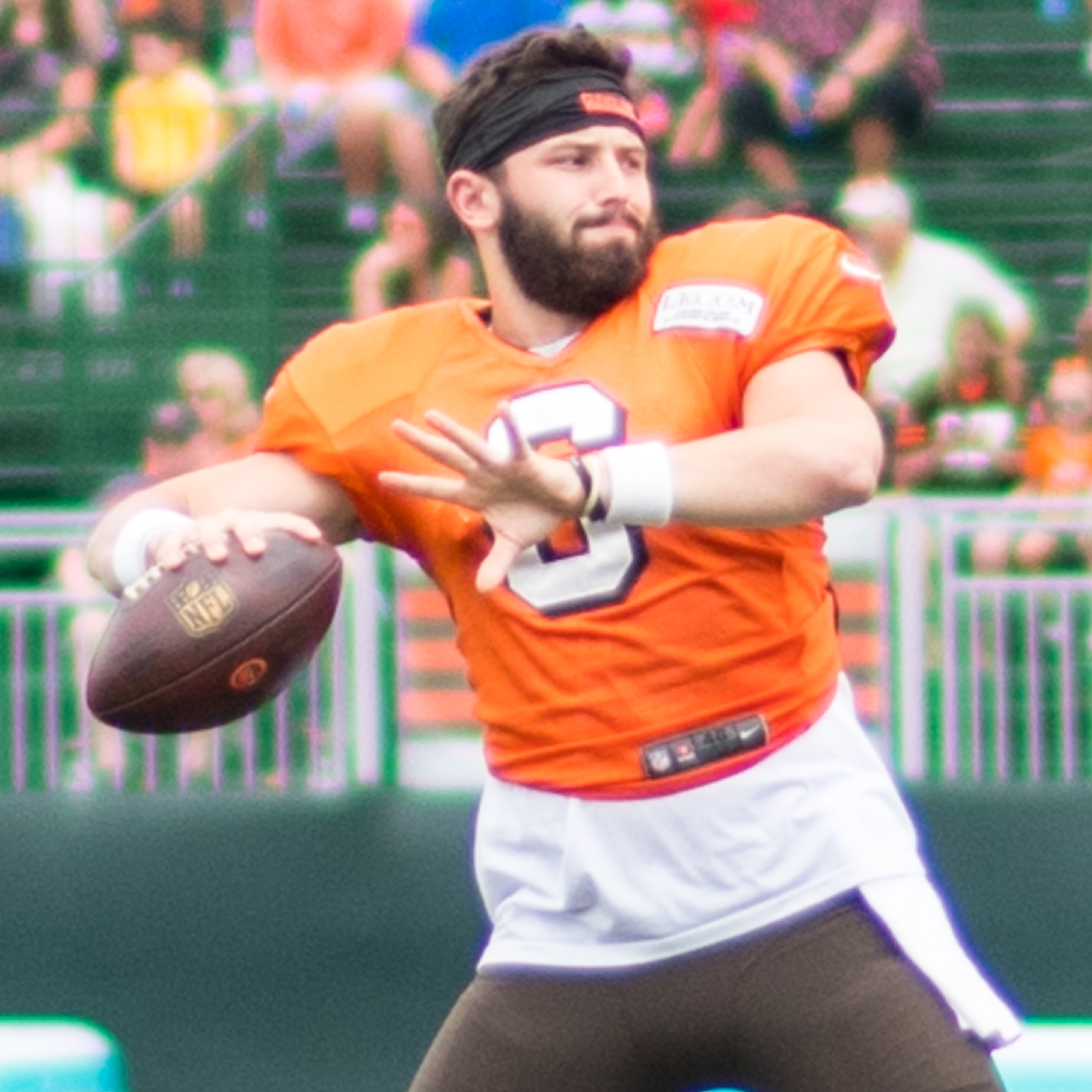
مايفيلد في معسكر التدريب 2018

### كلفلاند براونز

#### موسم 2018
اختار كلفلاند براونز اللاعب بيكر مايفيلد كأول اختيار عام في درافت الدوري الوطني لكرة القدم الأمريكية لعام 2018. ووقّع مايفيلد عقدًا يمتد لأربع سنوات مع الفريق في 24 يوليو 2018، بقيمة 32.68 مليون دولار مضمونة.
شارك مايفيلد في أول مباراة له في الدوري الوطني لكرة القدم الأمريكية خلال الأسبوع الثالث ضد نيويورك جتس، عندما دخل كبديل للمصاب تايرود تايلور بينما كان الفريق متأخرًا 14–0. أكمل مايفيلد 17 تمريرة من أصل 23 لمحاولة، بمجموع 201 ياردة، وساهم في عودة الفريق والفوز بنتيجة 21–17، منهين بذلك سلسلة عدم الفوز التي استمرت 19 مباراة. وأصبح مايفيلد أول لاعب منذ فران تاركينتون عام 1961 يدخل من مقاعد البدلاء في مباراته الأولى، ويحقق أكثر من 200 ياردة، ويقود فريقه لأول فوز في الموسم.
بدأ مايفيلد أول مباراة له كأساسي في المباراة التالية، ليُصبح بذلك رابع وثلاثين لاعبًا يبدأ كوسط ميدان للفريق منذ عودته إلى الدوري الوطني لكرة القدم الأمريكية عام 1999، في مباراة خسرها الفريق 45–42 بعد وقت إضافي أمام أوكلاند رايدرز.
في الأسبوع الخامس، رمى مايفيلد لمسافة 342 ياردة وتمريرة حاسمة واحدة، ليحقق أول فوز له كأساسي مع براونز بنتيجة 12–9 بعد وقت إضافي ضد بالتيمور ريفنز. وفي الأسبوع العاشر، قاد الفريق إلى فوز 28–16 على أتلانتا فالكونز، بعدما رمى لمسافة 216 ياردة، وسجل ثلاث تمريرات حاسمة، وبلغ تقييمه كوسط ميدان 151.2، دون أي فقدان للكرة.
في الأسبوع التالي، قاد براونز لتحقيق أول فوز خارج الأرض منذ عام 2015، أمام سينسيناتي بنغالز، حيث أكمل 19 تمريرة من أصل 26 محاولة، لمسافة 258 ياردة، وسجل أربع تمريرات حاسمة.
أما في الأسبوع الثاني عشر، فقد مرر لمسافة 397 ياردة وتمريرة حاسمة واحدة، لكنه تعرض لثلاث اعتراضات خلال الخسارة 29–13 أمام هيوستون تكسانز. ثم عاد بقوة في الأسبوع التالي، في فوز 26–20 على كارولاينا بانثرز، حيث أكمل 18 تمريرة من أصل 22، لمسافة 238 ياردة وتمريرة حاسمة واحدة.
في الأسبوع السادس عشر، أكمل 27 تمريرة من أصل 37 لمحاولة، بمسافة 284 ياردة وثلاث تمريرات حاسمة دون اعتراضات، في فوز 26–18 على سينسيناتي، مما منحه جائزة "لاعب الأسبوع الهجومي" في المؤتمر الأمريكي لكرة القدم. كما فاز بجائزة "أفضل مبتدئ في الأسبوع" برعاية شركة بيبسي للمرة السادسة. في 29 ديسمبر، غُرّم مايفيلد مبلغ 10,026 دولارًا بسبب "سلوك غير رياضي" خلال إحدى المباريات، حيث أفاد تقرير ذا بلين ديلر أن مايفيلد "تظاهر بكشف أعضائه التناسلية" نحو منسق الهجوم فريدي كيتشنز بعد تمريرة حاسمة للتايت إند دارين فيلس، وهو ما برّره كيتشنز لاحقًا بأنه مزحة داخلية بين الاثنين. وأوضح وكيل مايفيلد، توم ميلز، أنهم سيستأنفون الغرامة.
في 30 ديسمبر، خلال ختام الموسم المنتظم أمام دفاع بالتيمور ريفنز الذي يُعد الأفضل في الدوري، وفي مواجهة مع زميله المبتدئ لامار جاكسون، رمى مايفيلد لمسافة 376 ياردة وثلاث تمريرات حاسمة، لكنه أيضًا ارتكب ثلاث اعتراضات مكلفة، إحداها جاءت عن طريق اللاعب س. جاي موسلي قبل دقيقة واثنتين من نهاية الربع الرابع، حينما كان يحاول قيادة الفريق لمجال يمكنهم فيه تسديد هدف ميداني للفوز بالمباراة. انتهت المباراة بخسارة براونز 26–24.
ورغم ذلك، ساهم مايفيلد في إنهاء الموسم برصيد 7–8–1، وهو أفضل سجل للفريق منذ عام 2007. كما أنهى موسمه الأول بـ3,725 ياردة تمرير، وتفوق على بيتون مانينغ وراسيل ويلسون في عدد التمريرات الحاسمة خلال موسم روكي واحد، حيث سجّل 27 تمريرة هبوط.
رغم أن مايفيلد كان يعتبر المرشح الأبرز لنيل جائزة أفضل لاعب هجومي صاعد للعام، فقد ذهبت الجائزة إلى لاعب الركض في نيويورك جاينتس ساكون باركلي.
وفي قائمة أفضل 100 لاعب في الدوري لعام 2019، التي يضعها اللاعبون أنفسهم، جاء مايفيلد في المركز 50، أي خلف زميله مايلز غاريت بمركز واحد فقط. وقد اختير أيضًا ضمن تشكيلة PFWA All-Rookie لعام 2018، ليصبح ثاني لاعب في مركز الظهير الربعي من كلفلاند يحصل على هذا الشرف منذ تيم كوتش في عام 1999.

#### موسم 2019

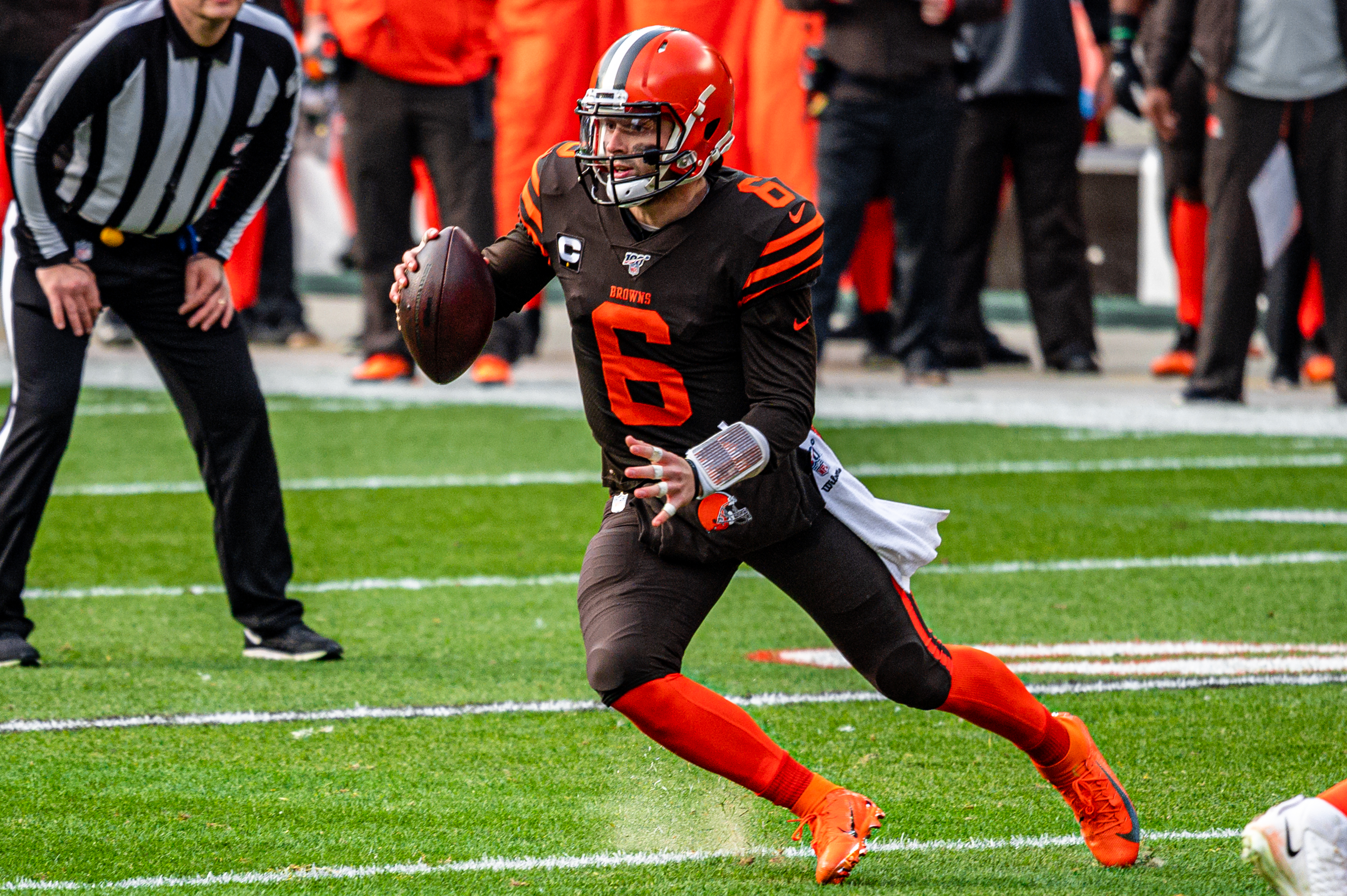
مايفيلد ضد سينسيناتي بنغالز في عام 2019

في الأسبوع الأول ضد تينيسي تايتانز، رمى مايفيلد لمسافة 285 ياردة وسجل تمريرة حاسمة واحدة، لكنه تعرض أيضًا لثلاث اعتراضات في الربع الرابع، أحدها أعاده مالكوم باتلر لمسافة تهديفية. خسر كلفلاند براونز المباراة بنتيجة 43–13. بعد الهزيمة القاسية، صرّح مايفيلد قائلًا: «أعتقد أن الجميع بحاجة إلى مزيد من الانضباط. أظن أن الجميع يعرف أين تكمن المشكلة. سنرى إن كان السبب هو تقنية سيئة أم شيء آخر. العقوبات الغبية تضرنا، وهناك عقوبات كنت مسؤولًا عنها أنا أيضًا. مجرد أشياء غبية».
في الأسبوع الثاني ضد نيويورك جتس، أنهى مايفيلد المباراة بـ325 ياردة تمرير، من ضمنها تمريرة سريعة إلى أوديل بيكهام جونيور لمسافة 89 ياردة تحولت إلى هبوط، ليفوز الفريق بنتيجة 23–3. وفي الأسبوع الرابع ضد بالتيمور ريفنز، رمى مايفيلد لمسافة 342 ياردة، مع تمريرة حاسمة واحدة واعتراض واحد، في فوز الفريق 40–25.
أمام سان فرانسيسكو 49، واجه مايفيلد صعوبات كبيرة أمام الدفاع القوي للفريق الخصم، حيث أكمل 8 تمريرات فقط من أصل 22 محاولة، لمسافة 100 ياردة، مع تعرضه لاعتراضين، في خسارة الفريق 31–3.
في الأسبوع العاشر، رمى مايفيلد تمريرتين حاسمتين لأول مرة في الموسم، وذلك خلال فوز على بوفالو بيلز، حيث أكمل 26 تمريرة من أصل 38، لمسافة 238 ياردة، من ضمنها تمريرة الفوز إلى رشارد هيغينز، ليكسر براونز سلسلة من أربع هزائم متتالية بفوز 19–16.
بعد أربعة أيام، واجه مايفيلد بيتسبورغ ستيلرز وغريمه السابق في مؤتمر بيغ 12 ماسون رودولف، وحقق أول فوز له على بيتسبورغ في مسيرته، مسجلاً ثلاث هبوط (2 تمريرات، 1 جري)، في فوز كلفلاند 21–7.
في الأسبوع الثاني عشر ضد ميامي دولفينز، رمى مايفيلد لمسافة 327 ياردة، ثلاث تمريرات حاسمة، واعتراض واحد، في فوز الفريق 41–24.
في الأسبوع السابع عشر ضد سينسيناتي بنغالز، أصبح مايفيلد أول لاعب في مركز قُلب الهجوم (الظهير الربعي) في تاريخ براونز يبدأ جميع مباريات الموسم الـ16 منذ تيم كوتش عام 2001. في تلك المباراة، رمى لمسافة 279 ياردة، سجل ثلاث تمريرات حاسمة، وتعرض لثلاث اعتراضات، في خسارة الفريق 33–23.
أنهى مايفيلد موسم 2019 بإجمالي 3,827 ياردة تمرير، و22 تمريرة حاسمة، مقابل 21 اعتراضًا، بينما أنهى كلفلاند براونز الموسم بسجل 6–10.

#### موسم 2020
في الأسبوع الأول ضد بالتيمور ريفنز، مرّر مايفيلد لمسافة 189 ياردة، مع تمريرة هبوط واعتراض واحد، في خسارة قاسية بنتيجة 38–6. لكنه استعاد مستواه في الأسبوع الثاني أمام سينسيناتي بنغالز، حيث أنهى المباراة بـ218 ياردة تمرير، وتمريرتين للهبوط واعتراض واحد، في فوز براونز بنتيجة 35–30.
في الأسبوع السادس ضد بيتسبورغ ستيلرز، أكمل مايفيلد 10 تمريرات من أصل 18، لمسافة 119 ياردة، مع تمريرة هبوط واحدة، واعتراضين، وتعرض لأربع مرات إسقاط خلال الخسارة بنتيجة 38–7. تم استبداله بـكيس كينم في الربع الثالث بعد تفاقم إصابة بسيطة في ضلوعه كان قد تعرض لها في المباراة السابقة.
في الأسبوع السابع ضد سينسيناتي بنغالز، بدأ مايفيلد بداية سيئة حيث كانت التمريرة الوحيدة التي تم التقاطها من أول خمس محاولات له عبارة عن اعتراض. لكنه عاد بقوة ليُكمل 22 من أصل 23 تمريرة لاحقًا لمسافة 297 ياردة، مسجلًا رقمًا قياسيًا في مسيرته بخمس تمريرات هبوط، كانت آخرها إلى دونوفان بيبولز جونز قبل 11 ثانية من نهاية الربع الرابع، ليقود براونز لفوز مثير بنتيجة 37–34. حصل مايفيلد على لقب أفضل لاعب هجومي في الأسبوع في المؤتمر الأمريكي لأدائه في هذه المباراة.
في 8 نوفمبر، وُضع مايفيلد على قائمة الاحتياط/كوفيد-19 بعد مخالطته لشخص ثبتت إصابته بالفيروس، لكنه فُعل من القائمة بعد ثلاثة أيام.
في الأسبوع 13 ضد تينيسي تايتانز، أكمل مايفيلد 25 تمريرة من أصل 33 لمسافة 334 ياردة. جاءت تمريراته الأربع للهبوط كلها في الشوط الأول، ليهزم براونز التايتانز بنتيجة 41–35. تعادل مايفيلد مع أوتو غراهام في رقم امتياز الفريق لأكثر تمريرات هبوط في شوط واحد (4). وكان قريبًا من تسجيل ست تمريرات في الشوط الأول، لولا إسقاط بيبولز جونز لتمريرة كانت ستُسجّل هبوطًا، مما أدى إلى هدف ميداني بدلًا من ذلك، وتبعها اندفاع من ياردة واحدة من نيك تشب بعد تمريرة من 17 ياردة من مايفيلد إلى رشارد هيغينز. سجّل براونز في جميع ممتلكاتهم الستة في الشوط الأول. منحت هذه المباراة براونز سجلًا 9–3، وأكدت أول موسم إيجابي للفريق منذ 2007. حصل مايفيلد على جائزة لاعب فيديكس لهذا الأسبوع للأسبوع الثالث عشر.
في الأسبوع 14 ضد بالتيمور ريفنز، مرّر مايفيلد لمسافة 343 ياردة، مع تمريرتين للهبوط واعتراض واحد، بالإضافة إلى اندفاعه لمسافة 23 ياردة وتسجيله هبوطًا آخر، خلال الخسارة 47–42.
في الأسبوع 16 ضد نيويورك جتس، فقد مايفيلد السيطرة على الكرة عند محاولة اندفاع كظهير ربعي في الفرصة الرابعة قبل دقيقة و25 ثانية من نهاية المباراة، لتنتهي بخسارة الفريق 23–16.
في الأسبوع 17، قاد مايفيلد براونز للفوز على بيتسبورغ ستيلرز بنتيجة 24–22، ليضمن الفريق أول مشاركة في الأدوار الإقصائية منذ عام 2002، وكان عمر مايفيلد آنذاك سبع سنوات. أنهى براونز الموسم العادي 2020 بسجل 11–5.
في جولة الوايلد كارد ضد بيتسبورغ ستيلرز، أكمل مايفيلد 21 تمريرة من أصل 34 لمسافة 263 ياردة، مع ثلاث تمريرات للهبوط، ليقود براونز إلى أول فوز في الأدوار الإقصائية منذ موسم 1994، أي قبل ولادة مايفيلد. كما كان هذا أول فوز للفريق خارج أرضه في الأدوار الإقصائية منذ 51 عامًا، وتحديدًا منذ عام 1969.
في جولة التقسيم من البلاي أوف ضد كانساس سيتي تشيفس، مرّر مايفيلد لمسافة 204 ياردات، مع تمريرة هبوط واحدة واعتراض واحد، خلال الخسارة 22–17.
بشكل عام، أنهى مايفيلد موسم 2020 بمجموع 4,030 ياردة تمرير، و30 تمريرة هبوط، وتسعة اعتراضات في 18 مباراة إجمالية. وجاء في المركز 71 في قائمة أفضل 100 لاعب في الدوري لعام 2021 التي يصوّت لها اللاعبون أنفسهم.

#### موسم 2021

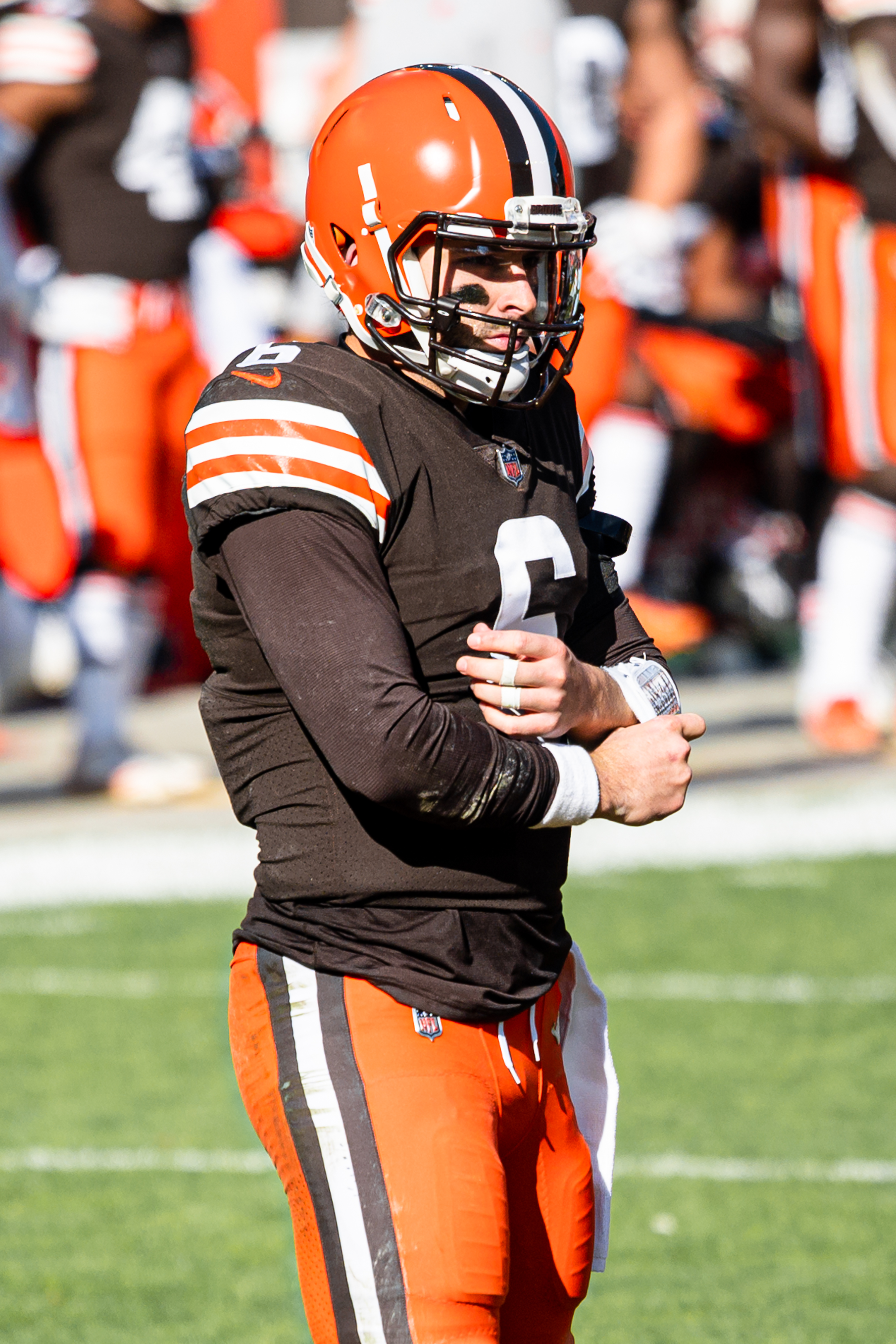
مايفيلد مع البراونز في 2021

فعل فريق براونز خيار السنة الخامسة في عقد بيكر مايفيلد في 23 أبريل 2021، وذلك لموسم 2022، بقيمة 18.9 مليون دولار مضمونة. وفي 7 أكتوبر 2021، كُشف أن مايفيلد كان يلعب وهو يعاني من تمزق جزئي في الشفا، أصيب به خلال فوز الفريق في الأسبوع الثاني على التكسانز. واصل مايفيلد اللعب رغم الإصابة حتى تفاقمت في الأسبوع السادس ضد الكاردينالز، ما أدى إلى استبعاده من مباراة الأسبوع السابع ضد البرونكوز، وهي أول مباراة يغيب عنها منذ أن أصبح لاعبًا أساسيًا مع الفريق في 2018.
وفي 14 نوفمبر 2021، تعرض مايفيلد لكدمة في الركبة اليمنى خلال الخسارة القاسية في الأسبوع العاشر أمام نيوإنغلاند بيتريوتس. وعلى الرغم من أن الإصابة لم تكن خطيرة، قرر المدرب كيفن ستيفانسكي عدم إشراكه لبقية المباراة بسبب الضربات التي تلقاها وخروج المباراة عن السيطرة. وبعد خروج الفريق من المنافسة على التأهل للأدوار الإقصائية إثر خسارة الأسبوع السابع عشر أمام الستيلرز، أُعلن أن مايفيلد سيخضع لعملية جراحية لعلاج تمزق الشفا، ما أنهى موسمه. وجرى وضعه في قائمة المصابين في 5 يناير 2022. أنهى مايفيلد الموسم برصيد 3,010 ياردات تمرير، و17 تمريرة للهبوط، و13 اعتراضًا خلال 14 مباراة.
خلال فترة الانتقالات في موسم 2022، وبعد أن تعاقد فريق كلفلاند براونز مع الظهير الربعي ديشاون واتسون ووقّعوا معه عقد تمديد، طلب مايفيلد من الفريق أن يتم نقله إلى فريق آخر.

### كارولاينا بانثرز
في 6 يوليو 2022، تم نقل مايفيلد إلى فريق كارولاينا بانثرز مقابل اختيار مشروط في الجولة الخامسة من درافت 2024. كان من الممكن أن يتحول هذا الاختيار إلى جولة رابعة إذا لعب مايفيلد في 70% من اللقطات الهجومية للفريق، لكن ذلك لم يحدث.
تنافس مايفيلد مع سام دارنولد على المركز الأساسي في الفريق، وفي 22 أغسطس 2022، تم اختياره ليكون الأساسي في الأسبوع الأول ضد فريقه السابق، كلفلاند براونز. خلال هذه المباراة، سجل 235 ياردة تمرير، وتمرير واحدة للهبوط، واعتراض واحد، في خسارة بنتيجة 26–24، رغم محاولته للعودة في اللحظات الأخيرة.
تعرض مايفيلد لالتواء شديد في الكاحل خلال خسارة الفريق في الأسبوع الخامس أمام الـ49ers، ما أدى إلى غيابه عن مباراة الأسبوع التالي ضد لوس أنجيليس رامز. عاد لاحقًا كبديل للاعب بي. جي. ووكر بدءًا من الأسبوع الثامن. وفي الأسبوع التاسع ضد سينسيناتي بنغالز، كان الفريق متأخرًا 35–0 في نهاية الشوط الأول بسبب الأداء الكارثي لووكر، فقام المدرب المؤقت ستيف ويلكس بإدخال مايفيلد في الشوط الثاني، حيث مرر لـ155 ياردة وسجل تمريرتين للهبوط، لكن الفريق خسر بنتيجة 42–21. أعلن ويلكس لاحقًا أنه سيعود إلى ووكر كقائد أساسي للفريق في الأسبوع العاشر.
ومع سجل 1–5، طلب مايفيلد لاحقًا إنهاء عقده مع الفريق، وهو ما وافق عليه كارولاينا بانثرز في 5 ديسمبر 2022.

### لوس أنجيليس رامز
في 6 ديسمبر 2022، ضمّ الرامز بيكر مايفيلد من قائمة التنازلات بعد إصابة لاعب الظهير الربعي الأساسي ماثيو ستافورد في الحبل الشوكي بتاريخ 2 ديسمبر. ورث الفريق ما تبقى من عقد مايفيلد والبالغ 1.35 مليون دولار. وبما أن أمام مايفيلد يومين فقط لتعلّم خطة اللعب، بدأ جون وولفورد مباراة الرامز ضد لاس فيغاس رايدرز كصانع ألعاب. إلا أن المدرب شون مكفاي أخرج وولفورد بعد أول سلسلة هجومية وأدخل مايفيلد بدلًا منه. كان الفريق متأخرًا بنتيجة 16–3 في الربع الرابع، وعلى وشك تلقي الخسارة السابعة على التوالي، لكن مايفيلد قاد الفريق لعودة مذهلة. ومع تبقي دقيقة و45 ثانية على نهاية المباراة ودون وجود أي وقت مستقطع، بدأ الهجوم من خطه 2 اليارد. قاد مايفيلد الفريق في مسيرة طولها 98 ياردة نحو الفوز، وكانت أطول مسيرة ينهيها بتمريرة لمس في مسيرته. أكمل 22 تمريرة من أصل 35 لمسافة 230 ياردة دون أي اعتراض، ونال لقب "لاعب الأسبوع الهجومي" في المؤتمر الوطني.
في الأسبوع الخامس عشر خلال مباراة ليلة الإثنين ضد غرين باي باكرز، سجل مايفيلد تمريرة الهبوط رقم 100 في مسيرته. وفي الأسبوع السادس عشر ضد دنفر برونكوز، قاد لوس أنجيليس رامز لفوز ساحق 51–14، حيث أكمل 24 تمريرة من أصل 28 لمسافة 230 ياردة ومرر لهبوطين.
فيما بعد، قال مايفيلد إن فترته القصيرة مع لوس أنجيليس رامز أعادت له الحماس بعد خيبة أمله في كارولاينا، وقال: «أعادت لي المرح. عندما أكون مستمتعًا وأتحدث مع اللاعبين وأستمتع باللعبة، أكون في أفضل حالاتي. نعم، كنت بحاجة لذلك».

### تامبا باي بوكانيرز

#### موسم 2023
في 15 مارس 2023، وقّع البوكانيرز مع مايفيلد عقدًا لمدة عام واحد بقيمة 4 ملايين دولار، يتضمن مكافأة توقيع قدرها 2.87 مليون. جاء مايفيلد للتنافس مع كايل تراسك وجون وولفورد على مركز صانع الألعاب الأساسي بعد اعتزال توم برايدي في نهاية موسم 2022.
في الأسبوع الأول ضد مينيسوتا فايكنجز، بدأ مايفيلد المباراة بإكمال 3 تمريرات فقط من أصل 11، لكنه مرر تمريرة هبوط قبل نهاية الشوط الأول. بعد ذلك، أكمل 18 تمريرة من أصل 23 لمسافة 110 ياردات وهبوط، بما في ذلك اندفاعة حاسمة لتحقيق أول محاولة جديدة وإنهاء المباراة بالفوز 20–17.
في الأسبوع الثاني ضد شيكاغو بيرز، أتم 26 تمريرة من أصل 34 لمسافة 317 ياردة وهبوط واحد، بنسبة إكمال بلغت 76%، وهي الأعلى في مسيرته ضمن المباريات التي تجاوزت 33 محاولة تمرير. كانت هذه المرة الأولى التي يبدأ فيها موسمه بسجل 2–0.
في الأسبوع الثالث ضد فيلادلفيا إيقلز، أكمل 15 من 25 تمريرة لمسافة 146 ياردة مع هبوط واحد واعتراض أول هذا الموسم. كما ركض لميلين وتعرض لكبوة واحدة استعادها فريقه، كما تعرّض لمايفيلد مرتين.
في الأسبوع الخامس عشر ضد غرين باي باكرز، سجل مايفيلد تقييم تمرير مثالي، حيث أكمل 22 تمريرة من أصل 28 لمسافة 381 ياردة وأربعة هبوطات في الفوز 34–20. أصبح أول صانع ألعاب منافس يحقق تقييمًا مثاليًا في ملعب لامبو فيلد. وحصل مجددًا على لقب "لاعب الأسبوع الهجومي" في المؤتمر الوطني.
في الأسبوع الثامن عشر ضد كارولاينا بانثرز، قاد مايفيلد الفريق للفوز 9–0، ليحسم اللقب الثالث على التوالي في قسم المؤتمر الوطني الجنوبي. أنهى الموسم بـ 28 تمريرة هبوط، و4044 ياردة تمرير، ونسبة إكمال بلغت 64.3%، وكلها تمثل أعلى أرقامه في مسيرته، كما نال أول ترشيح له في مباراة كل النجوم (برو بول).
في مباراة الجولة الفاصلة ضد فيلادلفيا إيقلز، أكمل 22 تمريرة من أصل 36 لمسافة 337 ياردة وثلاثة هبوطات دون أي اعتراض، وقاد الفريق للفوز 32–9 على بطل المؤتمر الوطني السابق. في مباراة الجولة التقسيمية ضد ديترويت ليونز، أكمل 26 تمريرة من أصل 41 لمسافة 349 ياردة وثلاثة هبوطات مع اعتراضين، وكان الاعتراض الثاني حاسمًا حيث منح فريق ديترويت ليونز فرصة لإنهاء الوقت، لتنتهي المباراة بخسارة البوكانيرز 31–23.

#### موسم 2024
في 10 مارس 2024، وقّع بيكر مايفيلد على تمديد عقدٍ لمدة ثلاث سنوات مع تامبا باي بوكانيرز، بقيمة تصل إلى 100 مليون دولار، منها 50 مليونًا مضمونة. في الأسبوع الأول، أكمل مايفيلد 24 من 30 تمريرة لمسافة 289 ياردة وأربعة تمريرات هبوط، ليساهم في الفوز 37–20 على واشنطن ريدسكينز. وفي مباراة إعادة للجولة التقسيمية من التصفيات في الموسم السابق، أكمل 12 تمريرة لمسافة 185 ياردة وركض لتسجيل هدف التقدم، حيث تغلب القراصنة على ديترويت ليونز بنتيجة 20–16. بعد أداء ضعيف أمام دنفر برونكوز، عاد مايفيلد بقوة في الأسبوع التالي ضد فيلادلفيا إيقلز، حيث رمى لـ347 ياردة وسجّل ثلاثة أهداف، ليحسّن سجل الفريق إلى 3–1.
في الأسبوع الخامس أمام أتلانتا فالكونز، ألقى مايفيلد ثلاث تمريرات هبوط في الشوط الأول، لكن ضعف الفاعلية الهجومية في الشوط الثاني أدى إلى خسارة الفريق في الوقت الإضافي. في الأسبوع السادس، رمى مايفيلد لـ325 ياردة وأربع تمريرات هبوط، وتمكن من تجاوز ثلاث اعتراضات في الربع الثاني ليقود الفريق إلى فوز 51–27 على نيو أورلينز ساينتس، محققًا رقمًا قياسيًا للفريق بإجمالي 594 ياردة هجومية.
في خسارة 41–31 أمام بالتيمور ريفنز في الأسبوع السابع، رمى مايفيلد لـ370 ياردة وثلاث تمريرات هبوط، لكنه ارتكب اعتراضين مكلفين في الشوط الأول وخسر جهود اللاعبين مايك إيفانز وكريس جودوين، الأخير استُبعد لبقية الموسم. بالرغم من غياب أفضل مستقبليه، أكمل مايفيلد أكبر عدد تمريرات في مسيرته (37) في الأسبوع التالي أمام أتلانتا فالكونز، منهياً المباراة بأكثر من 300 ياردة وثلاث تمريرات هبوط للمباراة الثالثة على التوالي، لكنه ارتكب اعتراضين داخل خط العشر ياردات، مما ساهم في الخسارة 31–26.
قلل مايفيلد من أخطائه في الاعتراضات وقاد هجمات تعادل في اللحظات الأخيرة أمام كانساس سيتي تشيفس وسان فرانسيسكو 49، لكن الفريق خسر المباراتين، لينخفض رصيده إلى 4–6 قبل أسبوع الراحة. ومع عودة مايك إيفانز بعد الراحة، قدّم مايفيلد أداءً فعالًا أمام نيويورك جاينتس، فأكمل 24 من 30 تمريرة لمسافة 294 ياردة دون اعتراض، وسجّل هدفًا راكضًا، ليفوز الفريق 30–7 ويُنهي سلسلة خسائره الأربع.
أمام كارولاينا بانثرز في الأسبوع الثالث عشر، تغلّب مايفيلد على إصابة في وتر العرقوب وأداء ضعيف في الشوط الأول، ليقود تامبا باي بوكانيرز إلى هجمة ميدانية حاسمة في الوقت الإضافي. واصل مايفيلد تألقه بثلاث تمريرات هبوط أمام أوكلاند ريدرز، تلاها أداء شبه مثالي أمام سان دييغو تشارجرز، حيث أكمل 22 من 27 تمريرة لـ288 ياردة وأربعة أهداف، ليفوز الفريق 40–17.
في الأسبوع 17، أكمل مايفيلد 27 من 32 تمريرة لمسافة 359 ياردة وخمس تمريرات هبوط، وهو أعلى رقم في مسيرته، ليساهم في فوز ساحق 48–14 على كارولاينا بانثرز، ونال جائزة أفضل لاعب هجومي في المؤتمر الوطني. وفي المباراة الأخيرة من الموسم ضد نيو أورلينز ساينتس، قاد ثلاث هجمات تسجيل في الشوط الثاني، وقلب تأخرًا بفارق مزدوج إلى فوزٍ أهّل الفريق للقب قسم الجنوب للمرة الرابعة على التوالي.
أنهى مايفيلد الموسم بنسبة إكمال تمريرات بلغت 71.4%، و4500 ياردة، و41 تمريرة هبوط، ليصبح رابع لاعب في تاريخ الرابطة الوطنية لكرة القدم يحقق على الأقل 4000 ياردة تمرير، و40 تمريرة هبوط، و70% دقة تمرير في موسم واحد. كما تساوى مع كيرك كوزينز في أعلى عدد من الاعتراضات (16) والتقاط الكرات المفقودة (13)، وكلا الرقمين تصدر الدوري.
ساعد مايفيلد البوكانيرز في بلوغ الأدوار الإقصائية. في الجولة التمهيدية من تصفيات المؤتمر الوطني، قاد هجمتين لتسجيل أهداف وهجمتين أخريين لإنهاء بركلات جزاء. في تلك المباراة، رمى لـ185 ياردة وأكمل 83.3% من تمريراته. انتهى موسم القراصنة في نفس الجولة بعد الخسارة 23–20 أمام واشنطن ريدسكينز.

## حياته الشخصية
في 25 فبراير 2017، أُلقي القبض على بيكر مايفيلد في مقاطعة واشنطن بولاية أركنساس بتهم تتعلق بالتسمم العلني، والسلوك غير المنضبط، والفرار، ومقاومة الاعتقال. في الساعة 2:29 صباحًا من يوم السبت، أوقف أحد الأشخاص ضابط شرطة للإبلاغ عن حادثة اعتداء وضرب، وكان يصرخ على مايفيلد. وذكر التقرير الأولي للشرطة أن مايفيلد لم يكن قادرًا على المشي بشكل مستقيم، وكان يتحدث بلسانٍ ثقيل، وكانت بقع الطعام تغطي الجزء الأمامي من قميصه. وعندما طُلب منه البقاء لأخذ إفادته، بدأ بالصراخ بألفاظ نابية و"إثارة الفوضى". وجرى حجزه في الساعة 8:21 صباحًا بالتوقيت المحلي بتهم جنحة. وقد حُددت جلسة محاكمته بتاريخ 7 أبريل بتهمة التسمم العلني، وقدم خلالها دفعًا ببراءته من جميع التهم. في 15 يونيو 2017، فرضت جامعة أوكلاهوما على مايفيلد أداء 35 ساعة من الخدمة المجتمعية، إلى جانب إتمام برنامج توعية حول الكحول.
في يوليو 2019، تزوج مايفيلد من إميلي ويلكنسون. وفي ديسمبر 2023، أعلن الزوجان أنهما ينتظران طفلتهما الأولى، والتي وُلدت في أبريل 2024.